# 密西西比河谷州立大學 (普查規定居民點)
密西西比河谷州立大學（英語：Mississippi Valley State）是位於美國密西西比州利福勒縣的普查規定居民點。

## 人口
根據2020年美國人口普查的數據，密西西比河谷州立大學的面積為4.65平方千米，皆為陸地。當地共有人口805人，而人口密度為每平方千米173人。